# Фанагорийский 11-й гренадерский полк
11-й гренадерский Фанагорийский генералиссимуса князя Суворова, ныне Его Императорского Высочества великого князя Димитрия Павловича полк — пехотная воинская часть Русской императорской армии.
- Старшинство — 25 мая 1790 г.
- Полковой праздник — 30 августа.
- Штаб-квартира — Москва.

## Места дислокации

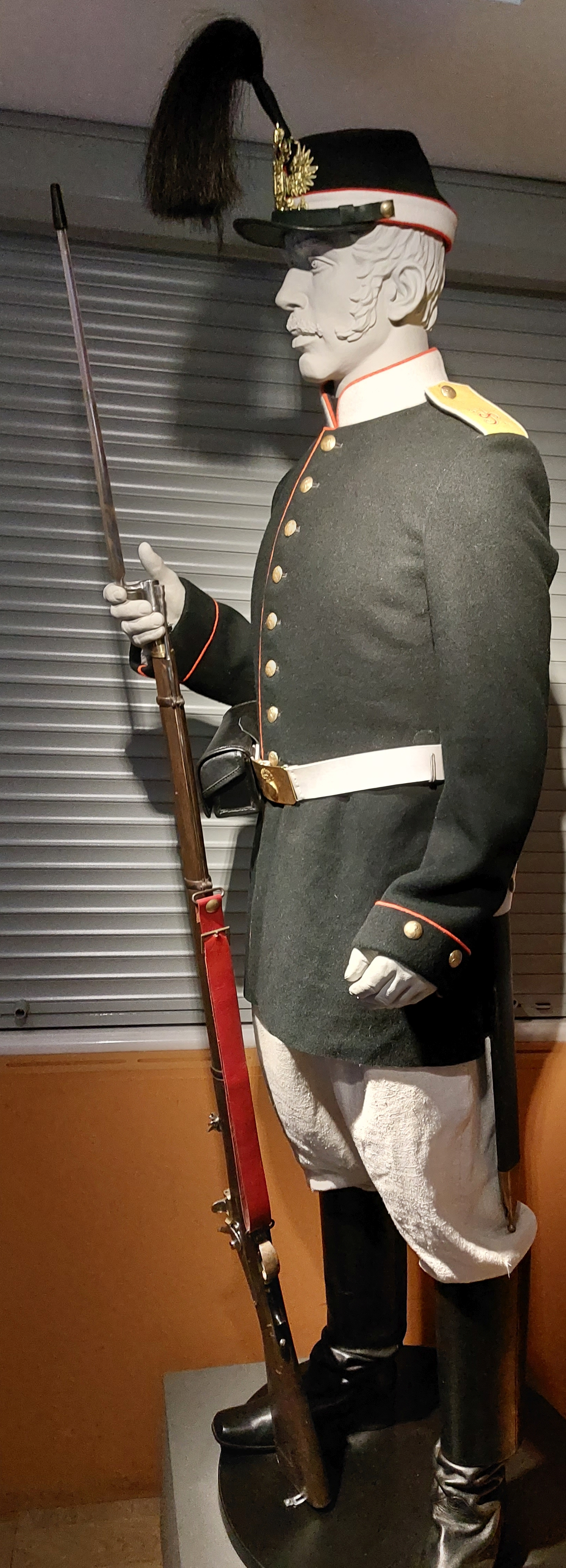
Рядовой 11-го гренадерского Фанагорийского полка, 1877—1878 гг.

1820 г. — Богородицк, Тульская губерния. Второй батальон полка на поселении в Новгородской губернии.
1857—1865 гг. — Касимов, Рязанская губерния.
1865 — ? гг. — Августов.
1872 г. — Сувалкская губерния.
1877—1879 гг. — участие в русско-турецкой войне, нахождение на территории Болгарии.
1879—1882 гг. — Усмань, Тамбовская губерния.
1882—1892 гг. — Рязань.
- Штаб — г. Рязань, ул. Почтовая, д. 63

1892—1910 гг. — Ярославль.
- Николо-Мокринские казармы

1910—1914 — Москва.
- 1-й батальон, штаб и нестроевая рота — г. Москва, Немецкая ул., Семинарские казармы;
- 2-й батальон — г. Москва, Покровские-Занегинские казармы;
- 3-й и 4-й батальоны, команды: учебная, пулемётная, для связи и разведчиков — г. Москва, Сокольники, Сокольничьи казармы;
- музыкантская команда — г. Москва, 8-я Сокольническая ул., д. 4

## История полка
- 25 мая 1790 — Фанагорийский гренадерский полк 4-батальонного состава сформирован А. В. Суворовым из гренадерских рот разных полков (Новгородского, Ингерманландского, Смоленского, Витебского, Апшеронского, Ростовского, Углицкого, Днепровского, Архангелогородского, Тульского, Черниговского и Вологодского).
- 1796 — полк приписан к Смоленской инспекции, приведен в состав двух фузилерных батальонов по пяти рот каждый.
- 31 октября 1798 — присвоено имя гренадерского генерал-майора Жеребцова полка
- 27 сентября 1799 — присвоено имя гренадерского генерал-майора Мамаева полка
- 29 марта 1801 — возвращено имя Фанагорийского гренадерского полка.
- 30 апреля 1802 — приведен в состав трёх батальонов (одного гренадерского и двух фузелерных) по четыре роты в каждом.
- 19 августа 1801 — шефом полка назначен генерал-майор граф С. М. Каменский.
- 1806 — приписан к 12-й дивизии князя Голицына.
- 12 октября 1810 — переформирован в состав 3 фузилерных батальонов по одной гренадерской и три фузилерных роты в каждом.
- 1811 — приписан к 2-й гренадерской дивизии принца Карла Мекленбургского.
- В 1812 года был во 2-й гренадерской дивизии 8-го пехотного корпуса.
- 1814 — приписан к 1-й (затем ко 2-й) бригаде 3-й гренадерской дивизии.
- 17 августа 1826 — присвоено имя гренадерского генералиссимуса князя Суворова полка.
- 28 января 1833 — к Фанагорийскому гренадерскому полку присоединена половина (два батальона и один полубатальон) 6-го карабинерного полка.
- 19 марта 1857 — присвоено имя Фанагорийского гренадерского генералиссимуса князя Суворова полка. Приведен к составу двух батальонов.
- Апрель 1863 — сформирован 3-й батальон.
- 25 марта 1864 — присвоено имя 11-го гренадерского Фанагорийского генералиссимуса князя Суворова полка.
- 29 октября 1891 — шефом полка назначен Великий Князь Дмитрий Павлович.
- 4 марта 1917 — с полка снято шефство Великого Князя Дмитрия Павловича.
- 21 марта 1918 — полк расформирован приказом № 69 Московского областного комиссариата по военным делам[3].

.

## Участие в боевых действиях
- 1787—1792 — Русско-турецкая война (участие в штурме Измаила 10 декабря 1790 года, Мачинское сражение 28 июня (9 июля) 1791 год).
- 1794 — Польская кампания, подавление восстания Тадеуша Костюшко (участие в штурме Праги).
- 1799 — Война 2-й коалиции (Голландская экспедиция).
- 1805 — Русско-австро-французская война (отличился в сражении при Аустерлице).
- 1806—1812 — Русско-турецкая война (георгиевское знамя за сражение под Базарджиком).
- 1812 — Отечественная война (отличился в сражении под Бородино).
- 1813—1814 — Заграничные походы (отличился в сражениях при Лютцене и Лейпциге, штурм Парижа).
- 1830—1831 — Русско-польская война (отличился в сражении при Остроленке и штурме Варшавы).
- 1877—1878 — Русско-турецкая война (участвовал в сражении при Плевне).
- 1914—1917 — Первая мировая война (выступил 27 августа 1914 года). Полк — участник Таневского сражения 18 — 25 июня 1915 г.[4][5][6][7][8] и Люблин-Холмского сражения 9 — 22 июля 1915 г.[9]

## Шефыполка
- хх.хх.1790 — 29.11.1796 — генерал-аншеф (с 19.11.1794 генерал-фельдмаршал) граф Суворов-Рымникский, Александр Васильевич
- 03.12.1796 — 10.05.1797 — генерал-поручик Булгаков, Сергей Алексеевич
- 10.05.1797 — 08.09.1799 — генерал-майор (с 24.10.1798 генерал-лейтенант) Жеребцов, Михаил Алексеевич[10]
- 27.09.1799 — 19.08.1801 — генерал-майор Мамаев, Илья Данилович
- 19.08.1801 — 23.06.1806 — генерал-майор (с 15.06.1806 генерал-лейтенант) граф Каменский, Сергей Михайлович
- 23.06.1806 — 13.09.1806 — полковник Палицын, Иван Иванович
- 13.09.1806 — 01.09.1814 — генерал-лейтенант (c 14.06.1810 генерал от инфантерии) граф Каменский, Сергей Михайлович
- 17.08.1826 — хх.хх.1918 — генералиссимус князь Александр Васильевич Италийский, граф Суворов-Рымникский
- хх.хх.1878 — хх.хх.1882 — генерал-адъютант светлейший князь Суворов-Рымникский, Александр Аркадьевич (2-й шеф)
- 29.10.1891 — 03.04.1917 — корнет (с 29.04.1915 поручик, с 06.01.1912 флигель-адъютант) великий князь Дмитрий Павлович.

## Командиры полка
- хх.хх.1790 — хх.хх.1792 — полковник Золотухин, Василий Иванович
- хх.хх.1792 — 10.05.1797 — бригадир Жеребцов, Михаил Алексеевич
- 10.05.1797 — 21.11.1797 — полковник Ляпунов, Иван Петрович
- 08.07.1798 — 10.11.1798 — полковник Тучков, Сергей Алексеевич
- 10.12.1798 — 16.05.1803 — подполковник (с 21.06.1799 полковник) Языков, Иван Васильевич
- 25.06.1803 — 09.10.1805 — подполковник (с 30.11.1803 полковник) Перепечин, Иван Илларионович
- 01.01.1806 — 17.01.1811 — подполковник (с 12.12.1807 полковник, с 14.06.1810 генерал-майор) Гельфрейх, Богдан Борисович
- 31.01.1811 — 29.08.1814 — подполковник (с 21.11.1812 полковник, с 20.07.1814 генерал-майор) Головин, Евгений Александрович
- 29.08.1814 — 01.06.1815 — майор Богданович, Фёдор Иванович
- 01.06.1815 — 09.01.1816 — полковник Слюняев, Григорий Дементьевич
- 09.01.1816 — 13.02.1821 — подполковник (с 06.10.1817 полковник) Богданович, Фёдор Иванович
- 13.02.1821 — 26.03.1823 — подполковник Свечин, Павел Иванович
- 26.03.1823 — 19.05.1829 — полковник Добрынин, Николай Иванович
- 03.08.1829 — 18.03.1831 — полковник барон Губерт, Николай Егорович
- 18.03.1831 — 26.03.1839 — подполковник (с 30.05.1831 полковник) Поляков, Пётр Григорьевич[11]
- 26.03.1839 — 15.01.1842 — флигель-адъютант полковник (с 09.08.1839 генерал-майор Свиты Е. И. В.) светлейший князь Суворов-Рымникский, Александр Аркадьевич
- 06.03.1842 — 09.12.1842 — полковник барон Корф, Павел Иванович
- 09.12.1842 — 25.04.1850 — полковник (с 06.12.1849 генерал-майор) барон Икскуль-фон-Гильдебрандт, Александр Александрович
- 25.04.1850 — 15.03.1851 — полковник Космачёв, Никита Петрович
- 15.03.1851 — 30.04.1852 — полковник Русинов, Фёдор Иванович
- 30.04.1852 — 30.08.1854 — полковник Бер, Карл Андреевич
- 07.09.1854 — 25.09.1864 — полковник Кассюра, Яков Степанович
- 29.10.1864 — 01.01.1872 — полковник Теннер, Николай Карлович
- 13.01.1872 — хх.хх.1878 — полковник Кюстер, Виктор Карлович[12]
- 10.08.1878 — 12.03.1887 — полковник Савицкий, Людвиг Фёдорович
- 23.03.1887 — 09.07.1891 — полковник Вишневский, Николай Николаевич
- 31.08.1891 — 16.10.1899 — полковник Малишевский, Леон Александрович
- 31.10.1899 — 11.09.1903 — полковник Ходнев, Иван Дмитриевич
- 31.10.1903 — 07.05.1905 — полковник Юзефович, Феликс Доминикович
- 04.06.1905 — 29.07.1910 — полковник Шумаков, Александр Михайлович
- 29.07.1910 — 01.09.1910 — полковник Оболешев, Николай Николаевич
- 01.09.1910 — 26.04.1913 — полковник Дюгаев, Михаил Капитонович
- 26.04.1913 — 02.06.1915 — полковник Гришинский, Алексей Самойлович
- 02.06.1915 — 04.02.1916 — полковник Вильчевский, Павел Эмильевич
- 04.02.1916 — 17.03.1917 — полковник Викторов, Владимир Калинович
- 31.03.1917 — после 23.10.1917 — полковник Подъяпольский, Василий Михайлович

## Числились в полку
- 18.08.1860—12.04.1865 — Великий Князь Николай Александрович
- 21.09.1880—14.10.1902 — Великий Князь Павел Александрович

Во время Первой мировой войны будущий советский военачальник И. А. Пресняков служил в полку начальником команды пеших разведчиков.

## Офицеры полка, убитые и раненыепри Бородине(12-я и 13-я стены храма Христа Спасителя)

### Убиты
- Майор Маннекин 1-й
- Штабс-капитан Масальский
- Поручик Зинкевич
- Поручик Находский
- Поручик Оленич 3-й
- Подпоручик Ганипровский
- Подпоручик Дерожинский
- Подпоручик Нестеров
- Подпоручик Попов
- Подпоручик Салонников
- Подпоручик Цытович
- Прапорщик Куроедов

### Ранены
- Подполковник Головин
- Майор Богданович
- Майор Гартунг
- Майор Станиславский
- Капитан Евдокимов
- Капитан Казакевич
- Капитан Перепечин
- Капитан Хребтович
- Штабс-капитан Добровольский
- Штабс-капитан Кобяков
- Штабс-капитан Марков 1-й
- Штабс-капитан Марков 2-й
- Штабс-капитан Первов
- Поручик Бейгул
- Поручик Денисевич
- Прапорщик Азалин
- Прапорщик Ковалевский
- Прапорщик Станиславский
- Прапорщик Стефановский

## Боевые отличия
1. Георгиевское полковое знамя за подвиги при взятии Базарджика в 1810 г., в сражениях при Остроленке 14 мая 1831 г. и под Плевной 28 ноября 1877 г.;
2. Две георгиевские трубы с надписью: «За разбитие и пленение турецкой армии под Плевною, 28 ноября 1877 г.»

Итак, номер первый: фельдфебель первой роты, юнкер Куманин!

Ловко и непринужденно встал высокий красавец Куманин.

— Имени светлейшего князя Суворова гренадерский Фанагорийской полк.
 — Куприн А. И. Юнкера (Соб. соч., т.6), Часть III, Глава XXVIII. Последние дни. — М.: ГИХЛ, 1958. — С. 366. Архивировано 7 ноября 2007 года.